# Casole Bruzio
Casole Bruzio – miejscowość i gmina we Włoszech, w regionie Kalabria, w prowincji Cosenza.
Według danych na rok 2004 gminę zamieszkiwało 2387 osób, 795,7 os./km².
5 maja 2017 została zlikwidowana, a z gmin Trenta, Pedace, Serra Pedace, Spezzano Piccolo i Casole Bruzio utworzono nową gminę Casali del Manco.